# Комар-Хутор
Комар-Хутор (годоб. Ккярагъутан) — кутан колхоза им. Кирова Ботлихского района, расположенный на территории Кизлярского района. Подчинен сельскому поселению Сельсовет «Годоберинский».

## География
Кутан расположен в 27 км северо-восточнее города Кизляр.

## История
Населённый пункт образован за счёт переселенцев из села Годобери Ботлихского района, после образования колхоза имени Кирова в селе в 1960-ые годы.

## Население
В кутане проживают годоберинцы, исповедующие ислам суннитского толка.